# Maximilian Sax
Maximilian Sax (Baden, Austria, 22 de noviembre de 1992) es un futbolista austriaco que juega de delantero en el Austria de Viena II de la 2. Liga.

## Selección nacional
Con la selección de fútbol de Austria todavía no ha jugado, pero recibió su primera convocatoria en septiembre de 2017, cuando fue llamado de emergencia debido a la lesión de Marcel Sabitzer, para los partidos ante Gales y Georgia para la clasificación para el Mundial de Rusia 2018.

## Clubes
| Club                   | País    | Año       |
| ---------------------- | ------- | --------- |
| Admira Wacker          | Austria | 2010-2018 |
| Austria de Viena       | Austria | 2018-     |
| Admira Wacker (cedido) | Austria | 2021      |
| Austria de Viena II    | Austria | 2021-     |